# Greenfield (Tennessee)
Greenfield és una població dels Estats Units a l'estat de Tennessee. Segons el cens del 2000 tenia 2.208 habitants.

## Demografia
Segons el cens del 2000, Greenfield tenia 2.208 habitants, 925 habitatges, i 624 famílies. La densitat de població era de 236,2 habitants/km².
Dels 925 habitatges en un 30,6% hi vivien nens de menys de 18 anys, en un 49,9% hi vivien parelles casades, en un 14,5% dones solteres, i en un 32,5% no eren unitats familiars. En el 30,1% dels habitatges hi vivien persones soles el 16,3% de les quals corresponia a persones de 65 anys o més que vivien soles. El nombre mitjà de persones vivint en cada habitatge era de 2,39 i el nombre mitjà de persones que vivien en cada família era de 2,95.
Per edats la població es repartia de la següent manera: un 24,7% tenia menys de 18 anys, un 8,8% entre 18 i 24, un 28,1% entre 25 i 44, un 21,7% de 45 a 60 i un 16,6% 65 anys o més.
L'edat mediana era de 37 anys. Per cada 100 dones de 18 o més anys hi havia 81 homes.
La renda mediana per habitatge era de 26.380 $ i la renda mediana per família de 35.417 $. Els homes tenien una renda mediana de 27.153 $ mentre que les dones 19.507 $. La renda per capita de la població era de 14.215 $. Entorn del 12,7% de les famílies i el 14,7% de la població estaven per davall del llindar de pobresa.

## Poblacions més properes
El següent diagrama mostra les poblacions més properes.